# Кріс Бойд
Кріс Бойд (англ. Kris Boyd, нар. 18 серпня 1983, Ірвін) — колишній шотландський футболіст, нападник. Відомий, зокрема, виступами за «Рейнджерс», «Кілмарнок», а також національну збірну Шотландії.

## Біографія
Бойд виріс у селі Ейршір неподалік Ірвіна і почав свою дорослу кар'єру футболіста в команді «Кілмарнок». В січні 2006 року він перейшов до «Рейнджерс». За 5 сезонів проведених у цьому клубі Кріс 4 рази ставав найкращим бомбардиром Прем'єр-ліги. Він є найкращим бомбардиром шотландської Прем'єр-ліги, маючи 167 голів у доробку.
В кар'єрі Бойда був короткий англійський період в «Мідлсбро» та під час оренди в «Ноттінгем Форест». В 2011 він підписав контракт з турецьким клубом «Ескішехірспор», але розірвав угоду всього через п'ять місяців. В січні 2012 року Бойд підписав контракт з «Портленд Тімберс». Кріс повернувся в перший клуб «Кілмарнок» в лютому 2013 року на основі короткострокового договору, який влітку був продовжений на один рік.

## Титули і досягнення
- Чемпіонат Шотландії
  - Чемпіон (2): 2008–09, 2009–10
- Кубок Шотландії
  - Володар (2): 2007–08, 2008–09
- Кубок шотландської ліги:
  - Володар (2): 2007–08, 2009–10
- Кубок УЄФА
  - Фіналіст (1): 2007–08
- Найкращий бомбардир Чемпіонату Шотландії (5): 2005–06, 2006–07, 2008–09, 2009–10, 2017–18